# بود پودونسکیه
بود پودونسکیه (به لهستانی:  Budy Podłęskie) یک روستا در لهستان است که در گمینا ماچییوویتسه واقع شده‌است.